# 楊慎交
楊慎交（675年—724年），本名璬，或名杨睿交。唐朝弘农华阴人。唐中宗的驸马。
杨慎交的五世祖为隋朝观王杨雄，曾祖为唐朝观国公、特进杨恭仁。祖父右屯为将军楊思訓，袭爵，父亲左衛將軍杨嘉本。弱冠以门子调补晋州参军。楊慎交娶唐中宗和韦后之女长宁公主，加朝散大夫，拜通事舍人，官至右卫郎将。楊慎交预诛张易之有功，赐实封五百户。神龙年间，袭爵观国公，拜驸马都尉、左千牛卫将军，加上柱国。转任秘书监兼太子宾客，增秩金紫光禄大夫，又特进散骑常侍、右千牛将军、陕王傅。杨慎交居宅在长安靖恭坊西北隅。在长安城大业坊之东南有山池院，本为徐王李元礼之池。驸马杨慎交、武崇训修筑马球场。唐中宗命楊慎交与李隆基、武延秀等四人与吐蕃使者善击马球的部下比赛，双方势均力故。景龙四年（710年），李隆基诛杀韦后，六月，楊慎交被贬为巴州刺史，后来入为光禄卿，复出为亳州、襄州、陈州、邓州四州刺史，左转鄜州、亳州、许州、绛州四州别驾。开元十二年（724年）四月癸卯，卒于绛州别驾任上。楊慎交與长宁公主生下二子一女杨洄、楊沐、宜芳公主，开元十六年（728年）长宁公主改嫁蘇彥伯。